# Basileia II
O Acordo de Capital de Basileia II, também conhecido como Basileia II, foi um acordo assinado no âmbito do Comitê de Supervisão Bancária de Basileia em 2004 para substituir o acordo de Basileia I. O Basileia II fixa-se em três pilares e 29 princípios básicos sobre contabilidade e supervisão bancária.
Os três pilares são:

1. Capital (guardar)
 
2. Supervisão (fiscalizar)

3. Transparência e Disciplina de Mercado (divulgação de dados).